# Florida State Road 13
Die Florida State Road 13 (kurz FL 13) ist eine in Nord-Süd-Richtung verlaufende State Route im US-Bundesstaat Florida.

## Verlauf
Die State Road beginnt an der State Road 16 südlich von Orangedale. Ab dort verläuft sie in nördlicher Richtung entlang am östlichen Ufer des St. Johns Rivers. Dabei trifft sie auf die Interstate 295 sowie in den südlichen Vororten Jacksonvilles auf die State Roads 152, 109 und 126. Im Zentrum der Stadt überquert die State Road den Fluss auf der Acosta Bridge nach einem Kreuz mit der Interstate 95, dem U.S. Highway 1 sowie den State Roads 5 und 10.
Die FL 13 endet nach 45 Kilometern an den U.S. Highways 17, 23 und 90 sowie der State Road 228.